# پر–رامسس
پر-رامسس (به عربی: بر-رمسیس) توسط فرعون رامسس دوم نامگذاری شده بود که معنی آن «خانه رامسس مورد محبت آمون بزرگ با یاری‌ها و پیروزی‌هایش» بود، این شهر به‌عنوان پایتخت جدید از طرف فرعون رامسس دوم از خاندان نوزدهم مصری فراعنه مصر که از ۱۲۷۹ تا ۱۲۱۳ پیش از میلاد حکومت کرد، ساخته شد. این شهر در نزدیکی شهر اواریس قدیمی بنا شد که مقر سلطنت فراعنه خاندان هجدهم مصری در آن قرار داشت. این یک شهر استراتژیک برای فراعنه این خاندان بود و به‌عنوان یک پناهگاه در قبال شورش‌ها و سختی‌ها محسوب می‌شد، این شهر دارای موقعیت منحصر به فردی برای دفاع بود و موقعیت آن اجازه می‌داد که از مرزهای شرقی به خوبی مراقبت شود. این شهر در زمان رامسس سوم نیز به‌عنوان پایتخت نقش خودش را ایفا نمود.

## کشف
در سال ۱۸۸۴، فلندرز پتری برای آغاز کاوش‌های خود به مصر رسید. اولین حفاری او در تانیس بود که با ۱۷۰ کارگردر آنجا مشغول اکتشاف شد. بعدها در دهه ۱۹۳۰، خرابه‌های تانیس توسط پیر مونته کاوش شد. انبوه سنگ‌تراشی‌های شکسته رامساید در تانیس، باستان‌شناسان را به این نتیجه رساند که آن را به عنوان پی-رامسس شناسایی کنند. با این حال، در نهایت مشخص شد که هیچ یک از این بناها و کتیبه‌ها از این مکان سرچشمه نگرفته‌اند.
در دهه ۱۹۶۰، مانفرد بیتاک تشخیص داد که پی-رامسس در شرقی‌ترین شاخه نیل در آن زمان قرار داشته است. او با دقت تمام شاخه‌های دلتای باستانی را نقشه‌برداری کرد و ثابت کرد که شاخه پلوسیاک در زمان سلطنت رامسس شرقی‌ترین شاخه بوده است، در حالی که شاخه تانیتی (یعنی شاخه‌ای که تانیس در آن قرار داشت) اصلاً وجود نداشته است.